# 松叶菊
松叶菊（学名：Lampranthus spectabilis）又名龙须海棠、姬松叶菊、松叶牡丹等，为番杏科中的一种多年生多肉植物，植株高约30厘米，茎细长，平卧或悬垂生长，叶肥厚多汁，呈松枝状。单花腋生，形似菊花，直径5厘米至7厘米，花瓣窄条形，具光泽，4～5月开花。原产于南非，现为一种常见的观赏植物。其种加词“spectabilis”意为“显著的”，“引人注目的”。